# Oscar Soetewey
Oscar Soetewey, född 13 januari 1925, död 8 januari 1988, var en friidrottare från Belgien. Han deltog vid olympiska sommarspelen 1952.